# Uefa Champions League 2023/2024
Uefa Champions League 2023/2024 var den 69:e säsongen av Uefa Champions League och den 32:a säsongen sedan den bytte namn från Europacupen, Europas största fotbollsturnering för klubblag, före Europa League respektive Europa Conference League.

## Kvalomgångar

### Inledande kvalomgång
| Inledande kvalomgången – semifinaler – 4 deltagande klubblag | Inledande kvalomgången – semifinaler – 4 deltagande klubblag | Inledande kvalomgången – semifinaler – 4 deltagande klubblag |
| ------------------------------------------------------------ | ------------------------------------------------------------ | ------------------------------------------------------------ |
| Lag 1                                                        | Resultat                                                     | Lag 2                                                        |
| Atlètic Club d'Escaldes                                      | 0–3                                                          | Budućnost Podgorica                                          |
| Tre Penne                                                    | 1–7                                                          | Breiðablik                                                   |

| Inledande kvalomgången – final – 2 deltagande klubblag | Inledande kvalomgången – final – 2 deltagande klubblag | Inledande kvalomgången – final – 2 deltagande klubblag |
| ------------------------------------------------------ | ------------------------------------------------------ | ------------------------------------------------------ |
| Lag 1                                                  | Resultat                                               | Lag 2                                                  |
| Budućnost Podgorica                                    | 0–5                                                    | Breiðablik                                             |

### Första kvalomgången
| Första kvalomgången – 30 deltagande klubblag | Första kvalomgången – 30 deltagande klubblag | Första kvalomgången – 30 deltagande klubblag | Första kvalomgången – 30 deltagande klubblag | Första kvalomgången – 30 deltagande klubblag |
| -------------------------------------------- | -------------------------------------------- | -------------------------------------------- | -------------------------------------------- | -------------------------------------------- |
| Lag 1                                        | Totalt                                       | Lag 2                                        | Möte 1                                       | Möte 2                                       |
| BK Häcken                                    | 5–1                                          | The New Saints                               | 3–1                                          | 2–0                                          |
| Ballkani                                     | 2–4                                          | Ludogorets Razgrad                           | 2–0                                          | 0–4                                          |
| Shamrock Rovers                              | 1–3                                          | Breiðablik                                   | 0–1                                          | 1–2                                          |
| Žalgiris                                     | 2–1                                          | Struga                                       | 0–0                                          | 2–1                                          |
| KÍ                                           | 3–0                                          | Ferencváros                                  | 0–0                                          | 3–0                                          |
| Olimpija Ljubljana                           | 4–2                                          | Valmiera                                     | 2–1                                          | 2–1                                          |
| HJK                                          | 3–2                                          | Larne                                        | 1–0                                          | 2–2 (e.f.)                                   |
| Lincoln Red Imps                             | 1–6                                          | Qarabağ                                      | 1–2                                          | 0–4                                          |
| Raków Częstochowa                            | 4–0                                          | Flora                                        | 1–0                                          | 3–0                                          |
| Slovan Bratislava                            | 3–1                                          | Swift Hesperange                             | 1–1                                          | 2–0                                          |
| Farul Constanța                              | 1–3                                          | Sheriff Tiraspol                             | 1–0                                          | 0–3 (e.f.)                                   |
| Ħamrun Spartans                              | 1–6                                          | Maccabi Haifa                                | 0–4                                          | 1–2                                          |
| Urartu                                       | 3–3 (3–4 str.)                               | Zrinjski Mostar                              | 0–1                                          | 3–2 (e.f.)                                   |
| Partizani                                    | 1–3                                          | Bate Barysaŭ                                 | 1–1                                          | 0–2                                          |
| Astana                                       | 3–2                                          | Dinamo Tbilisi                               | 1–1                                          | 2–1                                          |

### Andra kvalomgången
| Andra kvalomgången – Mästare – 20 deltagande klubblag | Andra kvalomgången – Mästare – 20 deltagande klubblag | Andra kvalomgången – Mästare – 20 deltagande klubblag | Andra kvalomgången – Mästare – 20 deltagande klubblag | Andra kvalomgången – Mästare – 20 deltagande klubblag |
| ----------------------------------------------------- | ----------------------------------------------------- | ----------------------------------------------------- | ----------------------------------------------------- | ----------------------------------------------------- |
| Lag 1                                                 | Totalt                                                | Lag 2                                                 | Möte 1                                                | Möte 2                                                |
| Žalgiris                                              | 2–3                                                   | Galatasaray                                           | 2–2                                                   | 0–1                                                   |
| Ludogorets Razgrad                                    | 2–3                                                   | Olimpija Ljubljana                                    | 1–1                                                   | 1–2                                                   |
| Raków Częstochowa                                     | 4–3                                                   | Qarabağ                                               | 3–2                                                   | 1–1                                                   |
| KÍ                                                    | 3–3 (4–3 str.)                                        | BK Häcken                                             | 0–0                                                   | 3–3 (e.f.)                                            |
| HJK                                                   | 1–2                                                   | Molde FK                                              | 1–0                                                   | 0–2                                                   |
| Breiðablik                                            | 3–8                                                   | FC Köpenhamn                                          | 0–2                                                   | 3–6                                                   |
| Sheriff Tiraspol                                      | 2–4                                                   | Maccabi Haifa                                         | 1–0                                                   | 1–4 (e.f.)                                            |
| Aris Limassol                                         | 11–50                                                 | Bate Barysaŭ                                          | 6–2                                                   | 5–3                                                   |
| Zrinjski Mostar                                       | 2–3                                                   | Slovan Bratislava                                     | 0–1                                                   | 2–2                                                   |
| Dinamo Zagreb                                         | 6–0                                                   | Astana                                                | 4–0                                                   | 2–0                                                   |

| Andra kvalomgången – Bäst placerade – 4 deltagande klubblag | Andra kvalomgången – Bäst placerade – 4 deltagande klubblag | Andra kvalomgången – Bäst placerade – 4 deltagande klubblag | Andra kvalomgången – Bäst placerade – 4 deltagande klubblag | Andra kvalomgången – Bäst placerade – 4 deltagande klubblag |
| ----------------------------------------------------------- | ----------------------------------------------------------- | ----------------------------------------------------------- | ----------------------------------------------------------- | ----------------------------------------------------------- |
| Lag 1                                                       | Totalt                                                      | Lag 2                                                       | Möte 1                                                      | Möte 2                                                      |
| Dnipro-1                                                    | 3–5                                                         | Panathinaikos                                               | 1–3                                                         | 2–2                                                         |
| Servette                                                    | 3–3 (4–1 str.)                                              | Genk                                                        | 1–1                                                         | 2–2 (e.f.)                                                  |

### Tredje kvalomgången
| Tredje kvalomgången – Mästare – 12 deltagande klubblag | Tredje kvalomgången – Mästare – 12 deltagande klubblag | Tredje kvalomgången – Mästare – 12 deltagande klubblag | Tredje kvalomgången – Mästare – 12 deltagande klubblag | Tredje kvalomgången – Mästare – 12 deltagande klubblag |
| ------------------------------------------------------ | ------------------------------------------------------ | ------------------------------------------------------ | ------------------------------------------------------ | ------------------------------------------------------ |
| Lag 1                                                  | Totalt                                                 | Lag 2                                                  | Möte 1                                                 | Möte 2                                                 |
| Raków Częstochowa                                      | 3–1                                                    | Aris Limassol                                          | 2–1                                                    | 1–0                                                    |
| Slovan Bratislava                                      | 2–5                                                    | Maccabi Haifa                                          | 1–2                                                    | 1–3                                                    |
| Dinamo Zagreb                                          | 3–4                                                    | AEK Aten                                               | 1–2                                                    | 2–2                                                    |
| Olimpija Ljubljana                                     | 0–4                                                    | Galatasaray                                            | 0–3                                                    | 0–1                                                    |
| FC Köpenhamn                                           | 3–3 (4–2 str.)                                         | Sparta Prag                                            | 0–0                                                    | 3–3 (e.f.)                                             |
| KÍ                                                     | 2–3                                                    | Molde FK                                               | 2–1                                                    | 0–2 (e.f.)                                             |

| Tredje kvalomgången – Bäst placerade – 8 deltagande klubblag | Tredje kvalomgången – Bäst placerade – 8 deltagande klubblag | Tredje kvalomgången – Bäst placerade – 8 deltagande klubblag | Tredje kvalomgången – Bäst placerade – 8 deltagande klubblag | Tredje kvalomgången – Bäst placerade – 8 deltagande klubblag |
| ------------------------------------------------------------ | ------------------------------------------------------------ | ------------------------------------------------------------ | ------------------------------------------------------------ | ------------------------------------------------------------ |
| Lag 1                                                        | Totalt                                                       | Lag 2                                                        | Möte 1                                                       | Möte 2                                                       |
| Braga                                                        | 7–1                                                          | TSC                                                          | 3–0                                                          | 4–1                                                          |
| Rangers                                                      | 3–2                                                          | Servette                                                     | 2–1                                                          | 1–1                                                          |
| Panathinaikos                                                | 2–2 (5–4 str.)                                               | Marseille                                                    | 1–0                                                          | 1–2 (e.f.)                                                   |
| PSV                                                          | 7–2                                                          | Sturm Graz                                                   | 4–1                                                          | 3–1                                                          |

### Playoff
| Playoffomgången – Mästare – 8 deltagande klubblag | Playoffomgången – Mästare – 8 deltagande klubblag | Playoffomgången – Mästare – 8 deltagande klubblag | Playoffomgången – Mästare – 8 deltagande klubblag | Playoffomgången – Mästare – 8 deltagande klubblag |
| ------------------------------------------------- | ------------------------------------------------- | ------------------------------------------------- | ------------------------------------------------- | ------------------------------------------------- |
| Lag 1                                             | Totalt                                            | Lag 2                                             | Möte 1                                            | Möte 2                                            |
| Maccabi Haifa                                     | 0–3                                               | Young Boys                                        | 0–0                                               | 0–3                                               |
| Antwerp                                           | 3–1                                               | AEK Aten                                          | 1–0                                               | 2–1                                               |
| Raków Częstochowa                                 | 1–2                                               | FC Köpenhamn                                      | 0–1                                               | 1–1                                               |
| Molde FK                                          | 3–5                                               | Galatasaray                                       | 2–3                                               | 1–2                                               |

| Playoffomgången – Bäst placerade – 4 deltagande klubblag | Playoffomgången – Bäst placerade – 4 deltagande klubblag | Playoffomgången – Bäst placerade – 4 deltagande klubblag | Playoffomgången – Bäst placerade – 4 deltagande klubblag | Playoffomgången – Bäst placerade – 4 deltagande klubblag |
| -------------------------------------------------------- | -------------------------------------------------------- | -------------------------------------------------------- | -------------------------------------------------------- | -------------------------------------------------------- |
| Lag 1                                                    | Totalt                                                   | Lag 2                                                    | Möte 1                                                   | Möte 2                                                   |
| Rangers                                                  | 3–7                                                      | PSV                                                      | 2–2                                                      | 1–5                                                      |
| Braga                                                    | 3–1                                                      | Panathinaikos                                            | 2–1                                                      | 1–0                                                      |

## Gruppspel
Lottningen för gruppspelet skedde den 31 augusti 2023 18:00 UTC+1.
Kvalificerade lag
- AC Milan
- Arsenal
- Atlético Madrid
- Barcelona
- Bayern München
- Benfica
- Borussia Dortmund
- Braga
- Celtic
- FC Köpenhamn
- Feyenoord
- Galatasaray
- Inter
- Lazio
- Lens
- Manchester City
- Manchester United
- Napoli
- Newcastle United
- Paris Saint-Germain
- Porto
- PSV
- RB Leipzig
- Real Madrid
- Real Sociedad
- Red Bull Salzburg
- Royal Antwerp
- Röda stjärnan
- Sevilla
- Sjachtar Donetsk
- Union Berlin
- Young Boys

Sjachtar Donetsk kommer spela sina hemmamatcher på Volksparkstadion i Hamburg.

### Grupp A
| Nr | Lag               | S | V | O | F | GM | IM | MS | P  |
| -- | ----------------- | - | - | - | - | -- | -- | -- | -- |
| 1  | Bayern München    | 6 | 5 | 1 | 0 | 12 | 6  | +6 | 16 |
| 2  | FC Köpenhamn      | 6 | 2 | 2 | 2 | 8  | 8  | 0  | 8  |
| 3  | Galatasaray       | 6 | 1 | 2 | 3 | 10 | 13 | −3 | 5  |
| 4  | Manchester United | 6 | 1 | 1 | 4 | 12 | 15 | −3 | 4  |

| Hemma \ Borta     |     |     |     |     |
| Bayern München    | —   | 0–0 | 2–1 | 4–3 |
| FC Köpenhamn      | 1–2 | —   | 1–0 | 4–3 |
| Galatasaray       | 1–3 | 2–2 | —   | 3–3 |
| Manchester United | 0–1 | 1–0 | 2–3 | —   |

### Grupp B
| Nr | Lag     | S | V | O | F | GM | IM | MS  | P  |
| -- | ------- | - | - | - | - | -- | -- | --- | -- |
| 1  | Arsenal | 6 | 4 | 1 | 1 | 16 | 4  | +12 | 13 |
| 2  | PSV     | 6 | 2 | 3 | 1 | 8  | 10 | −2  | 9  |
| 3  | Lens    | 6 | 2 | 2 | 2 | 6  | 11 | −5  | 8  |
| 4  | Sevilla | 6 | 0 | 2 | 4 | 7  | 12 | −5  | 2  |

| Hemma \ Borta |     |     |     |     |
| Arsenal       | —   | 6–0 | 4–0 | 2–0 |
| Lens          | 2–1 | —   | 1–1 | 2–1 |
| PSV           | 1–1 | 1–0 | —   | 2–2 |
| Sevilla       | 1–2 | 1–1 | 2–3 | —   |

### Grupp C
| Nr | Lag          | S | V | O | F | GM | IM | MS | P  |
| -- | ------------ | - | - | - | - | -- | -- | -- | -- |
| 1  | Real Madrid  | 6 | 6 | 0 | 0 | 16 | 7  | +9 | 18 |
| 2  | Napoli       | 6 | 3 | 1 | 2 | 10 | 9  | +1 | 10 |
| 3  | Braga        | 6 | 1 | 1 | 4 | 6  | 12 | −6 | 4  |
| 4  | Union Berlin | 6 | 0 | 2 | 4 | 6  | 10 | −4 | 2  |

| Hemma \ Borta |     |     |     |     |
| Braga         | —   | 1–2 | 1–2 | 1–1 |
| Napoli        | 2–0 | —   | 2–3 | 1–1 |
| Real Madrid   | 3–0 | 4–2 | —   | 1–0 |
| Union Berlin  | 2–3 | 0–1 | 2–3 | —   |

### Grupp D
| Nr | Lag               | S | V | O | F | GM | IM | MS | P  |
| -- | ----------------- | - | - | - | - | -- | -- | -- | -- |
| 1  | Real Sociedad     | 6 | 3 | 3 | 0 | 7  | 2  | +5 | 12 |
| 2  | Inter             | 6 | 3 | 3 | 0 | 8  | 5  | +3 | 12 |
| 3  | Benfica           | 6 | 1 | 1 | 4 | 7  | 11 | −4 | 4  |
| 4  | Red Bull Salzburg | 6 | 1 | 1 | 4 | 4  | 8  | −4 | 4  |

| Hemma \ Borta     |     |     |     |     |
| Benfica           | —   | 3–3 | 0–1 | 0–2 |
| Inter             | 1–0 | —   | 0–0 | 2–1 |
| Real Sociedad     | 3–1 | 1–1 | —   | 0–0 |
| Red Bull Salzburg | 1–3 | 0–1 | 0–2 | —   |

### Grupp E
| Nr | Lag             | S | V | O | F | GM | IM | MS  | P  |
| -- | --------------- | - | - | - | - | -- | -- | --- | -- |
| 1  | Atlético Madrid | 6 | 4 | 2 | 0 | 17 | 6  | +11 | 14 |
| 2  | Lazio           | 6 | 3 | 1 | 2 | 7  | 7  | 0   | 10 |
| 3  | Feyenoord       | 6 | 2 | 0 | 4 | 9  | 10 | −1  | 6  |
| 4  | Celtic          | 6 | 1 | 1 | 4 | 5  | 15 | −10 | 4  |

| Hemma \ Borta   |     |     |     |     |
| Atlético Madrid | —   | 6–0 | 3–2 | 2–0 |
| Celtic          | 2–2 | —   | 2–1 | 1–3 |
| Feyenoord       | 1–3 | 2–0 | —   | 3–1 |
| Lazio           | 1–1 | 2–0 | 1–0 | —   |

### Grupp F
| Nr | Lag                 | S | V | O | F | GM | IM | MS | P  |
| -- | ------------------- | - | - | - | - | -- | -- | -- | -- |
| 1  | Borussia Dortmund   | 6 | 3 | 2 | 1 | 7  | 4  | +3 | 11 |
| 2  | Paris Saint-Germain | 6 | 2 | 2 | 2 | 9  | 8  | +1 | 8  |
| 3  | AC Milan            | 6 | 2 | 2 | 2 | 5  | 8  | −3 | 8  |
| 4  | Newcastle United    | 6 | 1 | 2 | 3 | 6  | 7  | −1 | 5  |

| Hemma \ Borta       |     |     |     |     |
| AC Milan            | —   | 1–3 | 0–0 | 2–1 |
| Borussia Dortmund   | 0–0 | —   | 2–0 | 1–1 |
| Newcastle United    | 1–2 | 0–1 | —   | 4–1 |
| Paris Saint-Germain | 3–0 | 2–0 | 1–1 | —   |

### Grupp G
| Nr | Lag             | S | V | O | F | GM | IM | MS  | P  |
| -- | --------------- | - | - | - | - | -- | -- | --- | -- |
| 1  | Manchester City | 6 | 6 | 0 | 0 | 18 | 7  | +11 | 18 |
| 2  | RB Leipzig      | 6 | 4 | 0 | 2 | 13 | 10 | +3  | 12 |
| 3  | Young Boys      | 6 | 1 | 1 | 4 | 7  | 13 | −6  | 4  |
| 4  | Röda stjärnan   | 6 | 0 | 1 | 5 | 7  | 15 | −8  | 1  |

| Hemma \ Borta   |     |     |     |     |
| Manchester City | —   | 3–2 | 3–1 | 3–0 |
| RB Leipzig      | 1–3 | —   | 3–1 | 2–1 |
| Röda stjärnan   | 2–3 | 1–2 | —   | 2–2 |
| Young Boys      | 1–3 | 1–3 | 2–0 | —   |

### Grupp H
| Nr | Lag              | S | V | O | F | GM | IM | MS  | P  |
| -- | ---------------- | - | - | - | - | -- | -- | --- | -- |
| 1  | Barcelona        | 6 | 4 | 0 | 2 | 12 | 6  | +6  | 12 |
| 2  | Porto            | 6 | 4 | 0 | 2 | 15 | 8  | +7  | 12 |
| 3  | Sjachtar Donetsk | 6 | 3 | 0 | 3 | 10 | 12 | −2  | 9  |
| 4  | Royal Antwerp    | 6 | 1 | 0 | 5 | 6  | 17 | −11 | 3  |

| Hemma \ Borta    |     |     |     |     |
| Barcelona        | —   | 2–1 | 5–0 | 2–1 |
| Porto            | 0–1 | —   | 2–0 | 5–3 |
| Royal Antwerp    | 3–2 | 1–4 | —   | 2–3 |
| Sjachtar Donetsk | 1–0 | 1–3 | 1–0 | —   |

## Slutspel

### Slutspelsträd
|  | Åttondelsfinaler       | Åttondelsfinaler    | Åttondelsfinaler | Åttondelsfinaler |                     |                   | Kvartsfinaler     | Kvartsfinaler | Kvartsfinaler | Kvartsfinaler |  |  | Semifinaler | Semifinaler | Semifinaler | Semifinaler |  |  | Final | Final | Final | Final |
|  |                        |                     |                  |                  |                     |                   |                   |               |               |               |  |  |             |             |             |             |  |  |       |       |       |       |
|  |                        |                     |                  |                  |                     |                   |                   |               |               |               |  |  |             |             |             |             |  |  |       |       |       |       |
|  |                        |                     |                  |                  |                     |                   |                   |               |               |               |  |  |             |             |             |             |  |  |       |       |       |       |
|  | Inter                  | 1                   | 1                | 2 (2)            |                     |                   |                   |               |               |               |  |  |             |             |             |             |  |  |       |       |       |       |
|  | Inter                  | 1                   | 1                | 2 (2)            |                     |                   |                   |               |               |               |  |  |             |             |             |             |  |  |       |       |       |       |
|  | Atlético Madrid (str.) | 0                   | 2                | 2 (3)            |                     |                   |                   |               |               |               |  |  |             |             |             |             |  |  |       |       |       |       |
|  | Atlético Madrid (str.) | 0                   | 2                | 2 (3)            | Atlético Madrid     | 2                 | 2                 | 4             |               |               |  |  |             |             |             |             |  |  |       |       |       |       |
|  |                        |                     |                  |                  | Atlético Madrid     | 2                 | 2                 | 4             |               |               |  |  |             |             |             |             |  |  |       |       |       |       |
|  |                        | Borussia Dortmund   | 1                | 4                | 5                   |                   |                   |               |               |               |  |  |             |             |             |             |  |  |       |       |       |       |
|  | PSV                    | Borussia Dortmund   | 1                | 4                | 5                   | 1                 | 0                 | 1             |               |               |  |  |             |             |             |             |  |  |       |       |       |       |
|  | PSV                    |                     |                  |                  |                     | 1                 | 0                 | 1             |               |               |  |  |             |             |             |             |  |  |       |       |       |       |
|  | Borussia Dortmund      | 1                   | 2                | 3                |                     |                   |                   |               |               |               |  |  |             |             |             |             |  |  |       |       |       |       |
|  | Borussia Dortmund      | 1                   | 2                | 3                | Borussia Dortmund   | 1                 | 1                 | 2             |               |               |  |  |             |             |             |             |  |  |       |       |       |       |
|  |                        |                     |                  |                  | Borussia Dortmund   | 1                 | 1                 | 2             |               |               |  |  |             |             |             |             |  |  |       |       |       |       |
|  |                        | Paris Saint-Germain | 0                | 0                | 0                   |                   |                   |               |               |               |  |  |             |             |             |             |  |  |       |       |       |       |
|  | Paris Saint-Germain    | Paris Saint-Germain | 0                | 0                | 0                   | 2                 | 2                 | 4             |               |               |  |  |             |             |             |             |  |  |       |       |       |       |
|  | Paris Saint-Germain    |                     |                  |                  |                     | 2                 | 2                 | 4             |               |               |  |  |             |             |             |             |  |  |       |       |       |       |
|  | Real Sociedad          | 0                   | 1                | 1                |                     |                   |                   |               |               |               |  |  |             |             |             |             |  |  |       |       |       |       |
|  | Real Sociedad          | 0                   | 1                | 1                | Paris Saint-Germain | 2                 | 4                 | 6             |               |               |  |  |             |             |             |             |  |  |       |       |       |       |
|  |                        |                     |                  |                  | Paris Saint-Germain | 2                 | 4                 | 6             |               |               |  |  |             |             |             |             |  |  |       |       |       |       |
|  |                        | Barcelona           | 3                | 1                | 4                   |                   |                   |               |               |               |  |  |             |             |             |             |  |  |       |       |       |       |
|  | Napoli                 | Barcelona           | 3                | 1                | 4                   | 1                 | 1                 | 2             |               |               |  |  |             |             |             |             |  |  |       |       |       |       |
|  | Napoli                 |                     |                  |                  |                     | 1                 | 1                 | 2             |               |               |  |  |             |             |             |             |  |  |       |       |       |       |
|  | Barcelona              | 1                   | 3                | 4                |                     |                   |                   |               |               |               |  |  |             |             |             |             |  |  |       |       |       |       |
|  | Barcelona              | 1                   | 3                | 4                | Borussia Dortmund   | Borussia Dortmund | Borussia Dortmund | 0             |               |               |  |  |             |             |             |             |  |  |       |       |       |       |
|  |                        |                     |                  |                  | Borussia Dortmund   | Borussia Dortmund | Borussia Dortmund | 0             |               |               |  |  |             |             |             |             |  |  |       |       |       |       |
|  |                        | Real Madrid         | Real Madrid      | Real Madrid      | 2                   |                   |                   |               |               |               |  |  |             |             |             |             |  |  |       |       |       |       |
|  | Porto                  | Real Madrid         | Real Madrid      | Real Madrid      | 2                   | 1                 | 0                 | 1 (2)         |               |               |  |  |             |             |             |             |  |  |       |       |       |       |
|  | Porto                  |                     |                  |                  |                     | 1                 | 0                 | 1 (2)         |               |               |  |  |             |             |             |             |  |  |       |       |       |       |
|  | Arsenal (str.)         | 0                   | 1                | 1 (4)            |                     |                   |                   |               |               |               |  |  |             |             |             |             |  |  |       |       |       |       |
|  | Arsenal (str.)         | 0                   | 1                | 1 (4)            | Arsenal             | 2                 | 0                 | 2             |               |               |  |  |             |             |             |             |  |  |       |       |       |       |
|  |                        |                     |                  |                  | Arsenal             | 2                 | 0                 | 2             |               |               |  |  |             |             |             |             |  |  |       |       |       |       |
|  |                        | Bayern München      | 2                | 1                | 3                   |                   |                   |               |               |               |  |  |             |             |             |             |  |  |       |       |       |       |
|  | Lazio                  | Bayern München      | 2                | 1                | 3                   | 1                 | 0                 | 1             |               |               |  |  |             |             |             |             |  |  |       |       |       |       |
|  | Lazio                  |                     |                  |                  |                     | 1                 | 0                 | 1             |               |               |  |  |             |             |             |             |  |  |       |       |       |       |
|  | Bayern München         | 0                   | 3                | 3                |                     |                   |                   |               |               |               |  |  |             |             |             |             |  |  |       |       |       |       |
|  | Bayern München         | 0                   | 3                | 3                | Bayern München      | 2                 | 1                 | 3             |               |               |  |  |             |             |             |             |  |  |       |       |       |       |
|  |                        |                     |                  |                  | Bayern München      | 2                 | 1                 | 3             |               |               |  |  |             |             |             |             |  |  |       |       |       |       |
|  |                        | Real Madrid         | 2                | 2                | 4                   |                   |                   |               |               |               |  |  |             |             |             |             |  |  |       |       |       |       |
|  | RB Leipzig             | Real Madrid         | 2                | 2                | 4                   | 0                 | 1                 | 1             |               |               |  |  |             |             |             |             |  |  |       |       |       |       |
|  | RB Leipzig             |                     |                  |                  |                     | 0                 | 1                 | 1             |               |               |  |  |             |             |             |             |  |  |       |       |       |       |
|  | Real Madrid            | 1                   | 1                | 2                |                     |                   |                   |               |               |               |  |  |             |             |             |             |  |  |       |       |       |       |
|  | Real Madrid            | 1                   | 1                | 2                | Real Madrid (str.)  | 3                 | 1                 | 4 (4)         |               |               |  |  |             |             |             |             |  |  |       |       |       |       |
|  |                        |                     |                  |                  | Real Madrid (str.)  | 3                 | 1                 | 4 (4)         |               |               |  |  |             |             |             |             |  |  |       |       |       |       |
|  |                        | Manchester City     | 3                | 1                | 4 (3)               |                   |                   |               |               |               |  |  |             |             |             |             |  |  |       |       |       |       |
|  | FC Köpenhamn           | Manchester City     | 3                | 1                | 4 (3)               | 1                 | 1                 | 2             |               |               |  |  |             |             |             |             |  |  |       |       |       |       |
|  | FC Köpenhamn           |                     |                  |                  |                     | 1                 | 1                 | 2             |               |               |  |  |             |             |             |             |  |  |       |       |       |       |
|  | Manchester City        | 3                   | 3                | 6                |                     |                   |                   |               |               |               |  |  |             |             |             |             |  |  |       |       |       |       |
|  | Manchester City        | 3                   | 3                | 6                |                     |                   |                   |               |               |               |  |  |             |             |             |             |  |  |       |       |       |       |

### Åttondelsfinaler
| Åttondelsfinaler – 16 deltagande klubblag | Åttondelsfinaler – 16 deltagande klubblag | Åttondelsfinaler – 16 deltagande klubblag | Åttondelsfinaler – 16 deltagande klubblag | Åttondelsfinaler – 16 deltagande klubblag |
| ----------------------------------------- | ----------------------------------------- | ----------------------------------------- | ----------------------------------------- | ----------------------------------------- |
| Lag 1                                     | Totalt                                    | Lag 2                                     | Möte 1                                    | Möte 2                                    |
| Porto                                     | 1–1 (2–4 str.)                            | Arsenal                                   | 1–0                                       | 0–1                                       |
| Napoli                                    | 2–4                                       | Barcelona                                 | 1–1                                       | 1–3                                       |
| Paris Saint-Germain                       | 4–1                                       | Real Sociedad                             | 2–0                                       | 2–1                                       |
| Inter                                     | 2–2 (2–3 str.)                            | Atlético Madrid                           | 1–0                                       | 1–2                                       |
| PSV                                       | 1–3                                       | Borussia Dortmund                         | 1–1                                       | 0–2                                       |
| Lazio                                     | 1–3                                       | Bayern München                            | 1–0                                       | 0–3                                       |
| FC Köpenhamn                              | 2–6                                       | Manchester City                           | 1–3                                       | 1–3                                       |
| RB Leipzig                                | 1–2                                       | Real Madrid                               | 0–1                                       | 1–1                                       |

### Kvartsfinaler
| Kvartsfinaler – 8 deltagande klubblag | Kvartsfinaler – 8 deltagande klubblag | Kvartsfinaler – 8 deltagande klubblag | Kvartsfinaler – 8 deltagande klubblag | Kvartsfinaler – 8 deltagande klubblag |
| ------------------------------------- | ------------------------------------- | ------------------------------------- | ------------------------------------- | ------------------------------------- |
| Lag 1                                 | Totalt                                | Lag 2                                 | Möte 1                                | Möte 2                                |
| Arsenal                               | 2–3                                   | Bayern München                        | 2–2                                   | 0–1                                   |
| Atlético Madrid                       | 4–5                                   | Borussia Dortmund                     | 2–1                                   | 2–4                                   |
| Real Madrid                           | 3–3 (4–3 str.)                        | Manchester City                       | 3–3                                   | 1–1                                   |
| Paris Saint-Germain                   | 6–4                                   | Barcelona                             | 2–3                                   | 4–1                                   |

### Semifinaler
| Semifinaler – 4 deltagande klubblag | Semifinaler – 4 deltagande klubblag | Semifinaler – 4 deltagande klubblag | Semifinaler – 4 deltagande klubblag | Semifinaler – 4 deltagande klubblag |
| ----------------------------------- | ----------------------------------- | ----------------------------------- | ----------------------------------- | ----------------------------------- |
| Lag 1                               | Totalt                              | Lag 2                               | Möte 1                              | Möte 2                              |
| Borussia Dortmund                   | 2–0                                 | Paris Saint-Germain                 | 1–0                                 | 1–0                                 |
| Bayern München                      | 3–4                                 | Real Madrid                         | 2–2                                 | 1–2                                 |

### Final
|             | 1 juni 2024 | Borussia Dortmund | 0 – 2           | Real Madrid                           | Wembley Stadium                          |                                          |
| 20:00 UTC+1 | 20:00 UTC+1 |                   | (0 – 1) Rapport | 74′ Dani Carvajal 83′ Vinícius Júnior | London Domare: Slavko Vinčić (Slovenien) | London Domare: Slavko Vinčić (Slovenien) |
| 20:00 UTC+1 | 20:00 UTC+1 |                   |                 |                                       | London Domare: Slavko Vinčić (Slovenien) | London Domare: Slavko Vinčić (Slovenien) |
| 20:00 UTC+1 | 20:00 UTC+1 |                   |                 |                                       | London Domare: Slavko Vinčić (Slovenien) | London Domare: Slavko Vinčić (Slovenien) |